# Ядерна бомба Mark 10
Ядерна бомба Mark 10 — запропонована американська ядерна бомба, заснована на попередній конструкції ядерної бомби Mark 8. Mark 10, як і Mark 8, є ядерною зброєю гарматного типу, яка швидко збирає кількість критичних мас ядерного матеріалу, що розщеплюється, вистрілюючи розщеплюваним снарядом або «снарядом» над розщеплюваною «мішенню», використовуючи систему, яка дуже нагадує гарматний ствол середнього розміру і порох.
Mark 10 мав бути ядерною зброєю з повітряним вибухом загального призначення, на відміну від Mark 8, який мав пробиватися під землю як ядерний бункер. Отримав прізвисько «Повітряний вибух Елсі». Mark 8 отримав прізвисько Легка корпусна бомба, яке потім було розширено до «Елсі». Бомба була 30 см у діаметрі та вагою 680-794 кг. Мала проектну потужність від 12 до 15 кілотонн.
Конструкція Mark 10 була скасована в 1952 році, її замінив імплозійний Mark 12, який був легшим і використовував значно менше матеріалу, що розщеплюється.

## Дивись також
- Ядерна бомба Mark 1 Малюк
- Ядерна бомба Mark 8